# Paderne de Allariz
Paderne de Allariz est une commune de la province d'Ourense en Espagne située dans la communauté autonome de Galice.